# North American Aviation

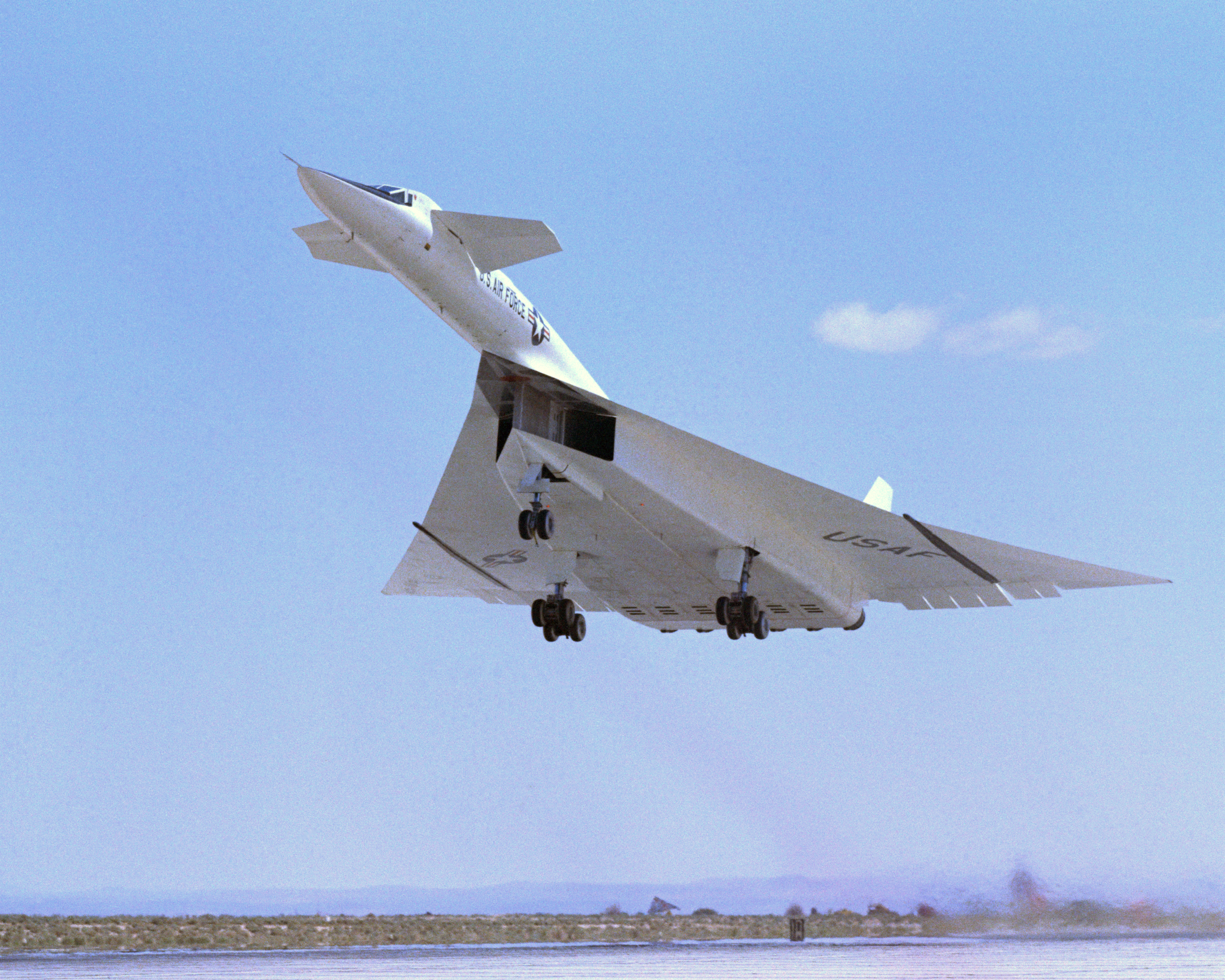
North American XB-70

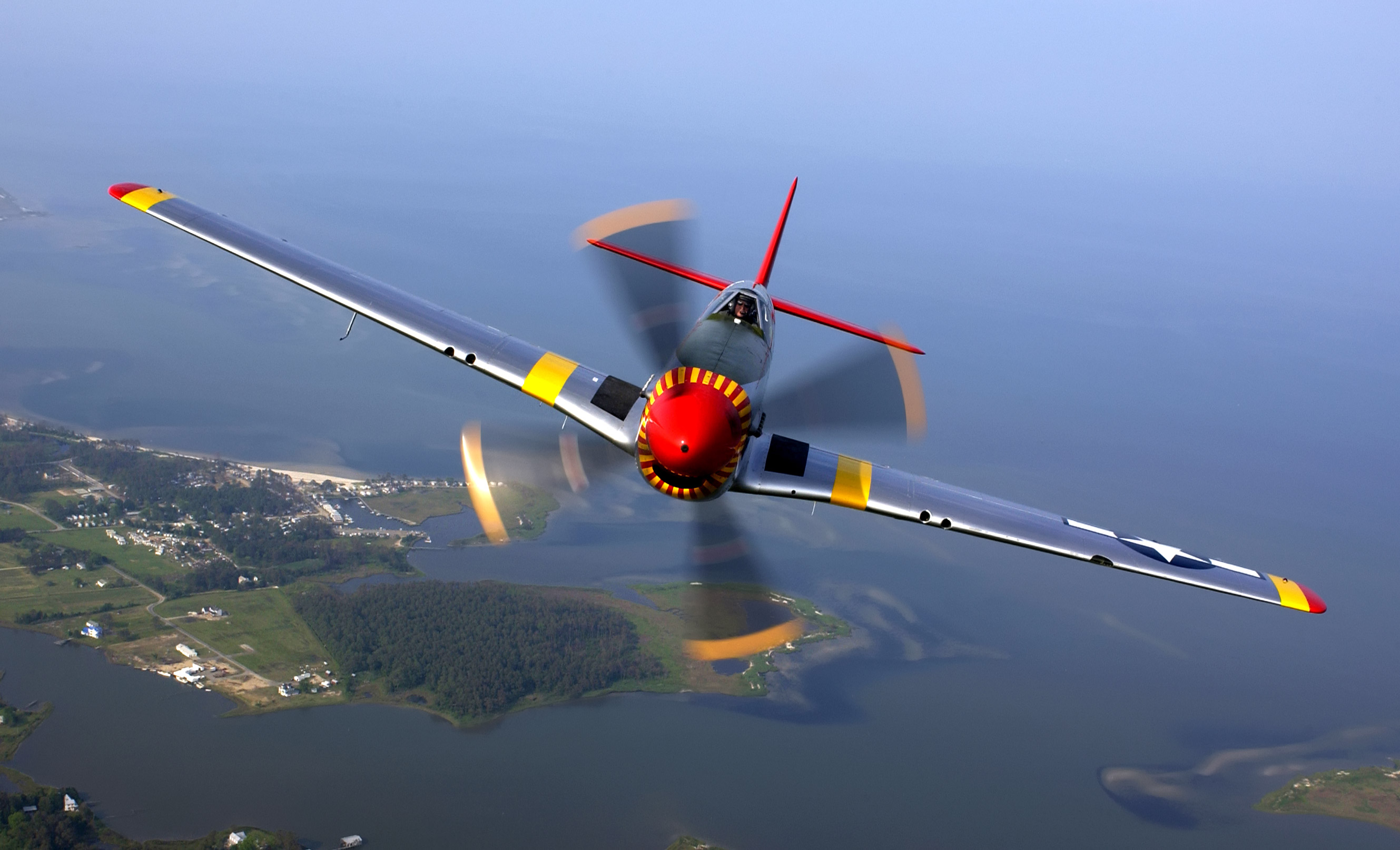
North American P-51

North American Aviation, Inc. foi uma empresa fabricante de aviões da década de 1930 até 1967, quando fundiu-se com a Rockwell-Standard Corporation e se tornou na North American Rockwell Corporation. 
A companhia foi responsável por inúmeras aeronaves históricas, incluindo o avião de treino T-6 Texan, o caça P-51 Mustang, o bombardeiro B-25 Mitchell, o caça F-86 Sabre, e o X-15, assim como o Módulo de Comando e Serviço Apollo do segundo estágio do foguete Saturno V.

## Aviões
- P-51 Mustang
- North American P-82 Twin Mustang
- B-25 Mitchell
- F-86 Sabre
- F-100 Super Sabre
- YF-107
- T-6 Texan
- L-17 Navion
- T-28 Trojan
- T-2 Buckeye
- XB-21
- O-47
- BT-9
- A-36 "Apache"
- XB-28 Dragon
- AJ Savage
- P-64
- T-39 Sabreliner
- B-45 Tornado
- FJ Fury
- YF-93A
- X-10
- A-5 Vigilante
- XF-108 Rapier
- OV-10 Bronco
- X-15
- XB-70 Valkyrie